# Lauenburger Bahnen
| Kursbuchstrecke: | 113y (Rieben (Rybno Kaszubskie) – Garczegorze (Garzigar) 1934) 126z (1944) |                                                |                                                |
| Streckenlänge: | 63,8 km                                                                    |                                                |                                                |
| Spurweite: | 1435 mm (Normalspur)                                                       |                                                |                                                |
| |                                                                            |                                                |                                                |
| \| \| \| von Danzig \| \| \| \| 0,0 \| Neustadt in Westpreußen (Wejherowo) \| Neustadt in Westpreußen (Wejherowo) \| \| \| \| nach Lauenburg \| \| \| \| 2,3 \| Bohlschau Zementfabrik (Wejherowo Cementownia) \| Bohlschau Zementfabrik (Wejherowo Cementownia) \| \| \| 10,2 \| Ueberbrück (Zamostne) \| Ueberbrück (Zamostne) \| \| \| \| Reda \| \| \| \| \| Polen/Deutsches Reich (ab 1919) \| \| \| \| 12,317 0 \| \| \| \| \| 13,1 \| Rieben (Rybno Kaszubskie) \| Rieben (Rybno Kaszubskie) \| \| \| 16,8 \| Hammer-Chinow (Schluschow) (Słuszewo) \| Hammer-Chinow (Schluschow) (Słuszewo) \| \| \| 7,740 \| Elektrownia Wodna Żarnowiec \| Elektrownia Wodna Żarnowiec \| \| \| 20,6 \| Lissow (Lisewo Kaszubskie) \| Lissow (Lisewo Kaszubskie) \| \| \| 10,090 \| Elektrownia Jądrowa Żarnowiec \| Elektrownia Jądrowa Żarnowiec \| \| \| 23,6 \| Kolkau-Gnewin (Gniewino) \| Kolkau-Gnewin (Gniewino) \| \| \| 25,5 \| Fredrichsrode (Strzebielinko Lęborskie) \| Fredrichsrode (Strzebielinko Lęborskie) \| \| \| 27,3 \| Burgsdorf-Bychow (Toliszczek) \| Burgsdorf-Bychow (Toliszczek) \| \| \| 29,8 \| Prüßau (Prusewo) \| Prüßau (Prusewo) \| \| \| 32,7 \| Lüblow (Lublewo) \| Lüblow (Lublewo) \| \| \| 35,0 \| Ossecken (Osieki Lęborskie) \| Ossecken (Osieki Lęborskie) \| \| \| 37,8 \| Chottschow (Gotendorf) (Choczewo) \| Chottschow (Gotendorf) (Choczewo) \| \| \| 41,1 \| Chottschewke (Goten) (Choczewko) \| Chottschewke (Goten) (Choczewko) \| \| \| 42,6 \| Kurow (Kurowo) \| Kurow (Kurowo) \| \| \| 46,6 \| Schwartow (Zwartowo) \| Schwartow (Zwartowo) \| \| \| 48,1 \| Schwartowke (Klein Schwartow) (Zwartówko) \| Schwartowke (Klein Schwartow) (Zwartówko) \| \| \| 50,0 \| Gossentin (Gościęcino) \| Gossentin (Gościęcino) \| \| \| 52,6 \| Tauenzin (Tawęcino) \| Tauenzin (Tawęcino) \| \| \| 54,5 \| Karlkow (Karlikowo) \| Karlkow (Karlikowo) \| \| \| 55,4 \| Reckow (Rekowo Lęborskie) \| Reckow (Rekowo Lęborskie) \| \| \| 60,0 \| Obliwitz (Obliwice) \| Obliwitz (Obliwice) \| \| \| 61,5 \| Johannisthal (Kreis Lauenburg) (Janisławiec) \| Johannisthal (Kreis Lauenburg) (Janisławiec) \| \| \| \| Bahnstrecke Pruszcz Gdański–Łeba \| \| \| \| 63,8 \| Garczegorze (Garzigar; ehem. Bahnhof) \| Garczegorze (Garzigar; ehem. Bahnhof) \| \| \| \| nach Lębork (Lauenburg [Pommern]) \| \| |                                                                            |                                                |                                                |
| Strecke |                                                                            | von Danzig                                     | von Danzig                                     |
| Bahnhof | 0,0                                                                        | Neustadt in Westpreußen (Wejherowo)            | Neustadt in Westpreußen (Wejherowo)            |
| Abzweig ehemals geradeaus und nach links |                                                                            | nach Lauenburg                                 | nach Lauenburg                                 |
| Haltepunkt / Haltestelle (Strecke außer Betrieb) | 2,3                                                                        | Bohlschau Zementfabrik (Wejherowo Cementownia) | Bohlschau Zementfabrik (Wejherowo Cementownia) |
| Bahnhof (Strecke außer Betrieb) | 10,2                                                                       | Ueberbrück (Zamostne)                          | Ueberbrück (Zamostne)                          |
| Brücke über Wasserlauf (Strecke außer Betrieb) |                                                                            | Reda                                           | Reda                                           |
| Grenze (Strecke außer Betrieb) |                                                                            | Polen/Deutsches Reich (ab 1919)                | Polen/Deutsches Reich (ab 1919)                |
| Strecke von links (außer Betrieb) · Abzweig geradeaus und nach rechts (Strecke außer Betrieb) | 12,317 0                                                                   |                                                |                                                |
| Haltepunkt / Haltestelle (Strecke außer Betrieb) · Haltepunkt / Haltestelle (Strecke außer Betrieb) | 13,1                                                                       | Rieben (Rybno Kaszubskie)                      | Rieben (Rybno Kaszubskie)                      |
| Strecke (außer Betrieb) · Bahnhof (Strecke außer Betrieb) | 16,8                                                                       | Hammer-Chinow (Schluschow) (Słuszewo)          | Hammer-Chinow (Schluschow) (Słuszewo)          |
| Haltepunkt / Haltestelle (Strecke außer Betrieb) · Strecke (außer Betrieb) | 7,740                                                                      | Elektrownia Wodna Żarnowiec                    | Elektrownia Wodna Żarnowiec                    |
| Strecke (außer Betrieb) · Haltepunkt / Haltestelle (Strecke außer Betrieb) | 20,6                                                                       | Lissow (Lisewo Kaszubskie)                     | Lissow (Lisewo Kaszubskie)                     |
| Kopfbahnhof Streckenende (Strecke außer Betrieb) · Strecke (außer Betrieb) | 10,090                                                                     | Elektrownia Jądrowa Żarnowiec                  | Elektrownia Jądrowa Żarnowiec                  |
| Haltepunkt / Haltestelle (Strecke außer Betrieb) | 23,6                                                                       | Kolkau-Gnewin (Gniewino)                       | Kolkau-Gnewin (Gniewino)                       |
| Haltepunkt / Haltestelle (Strecke außer Betrieb) | 25,5                                                                       | Fredrichsrode (Strzebielinko Lęborskie)        | Fredrichsrode (Strzebielinko Lęborskie)        |
| Haltepunkt / Haltestelle (Strecke außer Betrieb) | 27,3                                                                       | Burgsdorf-Bychow (Toliszczek)                  | Burgsdorf-Bychow (Toliszczek)                  |
| Bahnhof (Strecke außer Betrieb) | 29,8                                                                       | Prüßau (Prusewo)                               | Prüßau (Prusewo)                               |
| Haltepunkt / Haltestelle (Strecke außer Betrieb) | 32,7                                                                       | Lüblow (Lublewo)                               | Lüblow (Lublewo)                               |
| Haltepunkt / Haltestelle (Strecke außer Betrieb) | 35,0                                                                       | Ossecken (Osieki Lęborskie)                    | Ossecken (Osieki Lęborskie)                    |
| Bahnhof (Strecke außer Betrieb) | 37,8                                                                       | Chottschow (Gotendorf) (Choczewo)              | Chottschow (Gotendorf) (Choczewo)              |
| Haltepunkt / Haltestelle (Strecke außer Betrieb) | 41,1                                                                       | Chottschewke (Goten) (Choczewko)               | Chottschewke (Goten) (Choczewko)               |
| Haltepunkt / Haltestelle (Strecke außer Betrieb) | 42,6                                                                       | Kurow (Kurowo)                                 | Kurow (Kurowo)                                 |
| Bahnhof (Strecke außer Betrieb) | 46,6                                                                       | Schwartow (Zwartowo)                           | Schwartow (Zwartowo)                           |
| Haltepunkt / Haltestelle (Strecke außer Betrieb) | 48,1                                                                       | Schwartowke (Klein Schwartow) (Zwartówko)      | Schwartowke (Klein Schwartow) (Zwartówko)      |
| Haltepunkt / Haltestelle (Strecke außer Betrieb) | 50,0                                                                       | Gossentin (Gościęcino)                         | Gossentin (Gościęcino)                         |
| Haltepunkt / Haltestelle (Strecke außer Betrieb) | 52,6                                                                       | Tauenzin (Tawęcino)                            | Tauenzin (Tawęcino)                            |
| Haltepunkt / Haltestelle (Strecke außer Betrieb) | 54,5                                                                       | Karlkow (Karlikowo)                            | Karlkow (Karlikowo)                            |
| Haltepunkt / Haltestelle (Strecke außer Betrieb) | 55,4                                                                       | Reckow (Rekowo Lęborskie)                      | Reckow (Rekowo Lęborskie)                      |
| Bahnhof (Strecke außer Betrieb) | 60,0                                                                       | Obliwitz (Obliwice)                            | Obliwitz (Obliwice)                            |
| Haltepunkt / Haltestelle (Strecke außer Betrieb) | 61,5                                                                       | Johannisthal (Kreis Lauenburg) (Janisławiec)   | Johannisthal (Kreis Lauenburg) (Janisławiec)   |
| Abzweig ehemals geradeaus und von rechts |                                                                            | Bahnstrecke Pruszcz Gdański–Łeba               | Bahnstrecke Pruszcz Gdański–Łeba               |
| Haltepunkt / Haltestelle | 63,8                                                                       | Garczegorze (Garzigar; ehem. Bahnhof)          | Garczegorze (Garzigar; ehem. Bahnhof)          |
| Strecke |                                                                            | nach Lębork (Lauenburg [Pommern])              | nach Lębork (Lauenburg [Pommern])              |

Unter der Bezeichnung Lauenburger Bahnen betrieben die Pommerschen Landesbahnen eine normalspurige Kleinbahnstrecke, die von Garzigar über Chottschow (1938–1945: Gotendorf, polnisch: Choczewo) und Prüssau (Prusewo) nach Neustadt in Westpreußen (Wejherowo) führte und ursprünglich 64 Kilometer lang war; 13 Kilometer wurden zur Zeit der Pommerschen Landesbahnen nicht mehr befahren. Die Leitung oblag dem Landeseisenbahnamt Gotendorf, wo sich der Betriebsmittelpunkt befand.

## Kleinbahn Neustadt–Prüssau
Am 3. Februar 1902 gründeten der Preußische Staat, die Provinz Pommern, die Provinz Westpreußen, der Kreis Neustadt und der Kreis Lauenburg mit der Eisenbahnbaugesellschaft Lenz & Co. GmbH die Kleinbahn-AG Neustadt–Prüssau mit Sitz in Neustadt (Westpreußen). Am 25. November 1902 wurde die erste Teilstrecke von Neustadt – an der Hauptstrecke Köslin–Stolp–Lauenburg–Danzig gelegen – in nordwestlicher Richtung über Rieben bis Prüssau (30 km) eröffnet; die Verlängerung bis Chottschow folgte am 18. September 1905 und die Bahn war nun 38 km lang. Der erste Abschnitt lag damals fast ausschließlich auf westpreußischem Gebiet. Im Geschäftsjahr 1913/14 verkehrten drei Zugpaare und beförderten 98.629 Personen und 76.018 t Güter. 

## Kleinbahn Chottschow–Garzigar
Im Nachbarkreis Lauenburg gründeten das Königreich Preußen, die Provinz Pommern, der Kreis Lauenburg, die Stadt Lauenburg sowie zehn Privatanleger am 26. September 1908 die Kleinbahn-AG Chottschow–Garzigar (ab 19. Juli 1939: Kleinbahn-AG Gotendorf–Garzigar) mit Sitz in Lauenburg. Sie sollte die Fortsetzung der Kleinbahn Neustadt–Prüssau von Chottschow bis zum Bahnhof Garzigar (26 km) herstellen, der an der – 1899 eröffneten – Nebenbahn von Lauenburg zum Ostseebad Leba lag. Der Zugverkehr wurde hier am 7. Mai 1910 eröffnet und mit der Nachbarbahn eine Betriebsgemeinschaft gebildet, so dass eine durchgehende Bahnverbindung von 64 km Länge entstand. Im Jahr 1914 befuhren täglich drei Zugpaare, teilweise die Gesamtstrecke. Sie beförderten im Abschnitt Chottschow–Garziger 73.921 Personen und 39.746 t Güter. So konnte in den ersten zehn Jahren des Betriebes eine Dividende zwischen eineinhalb und drei Prozent ausgeschüttet werden.
Den Bau und die Betriebsführung beider Bahnen übernahm die Firma Lenz & Co. Ab 1. Juli 1932 schlossen sie sich der Vereinigung hinterpommerscher Kleinbahnen GmbH an, die 1937 der Landesbahndirektion Pommern unterstellt wurde.

## Neue Grenzziehung nach 1919
Die neue Grenzziehung nach dem Ersten Weltkrieg beließ das westpreußische Gebiet um Rieben und Prüssau beim Deutschen Reich, während Neustadt und Umgebung polnisch wurden; auf dem zehn Kilometer langen Abschnitt bis Zamostne (Ueberbrück) führte die Polnische Staatsbahn den Betrieb. Über die Grenze fuhren keine Züge mehr. Damit fehlte der wichtige Absatzmarkt Danzig.
Der Bahnhof Chottschow wurde als neuer Betriebsmittelpunkt ausgebaut.
Jenseits der Grenze begannen in Rieben die Kleinbahnzüge nach Garzigar. Im Sommer 1927 verkehrte nur werktags ein Zugpaar auf der ganzen Strecke, ab Chottschow kam werktags noch ein weiteres Zugpaar hinzu, mittwochs und samstags sogar zwei. 1924/25 wurden auf der Gesamtstrecke nur noch 52.835 Personen und 49.446 t Güter befördert. Eine Dividende wurde nicht mehr gezahlt. Die 1937 erfolgte Umbenennung von Chottschow in Gotendorf fand ihren Niederschlag auch im Namen der Kleinbahngesellschaft, sie firmierte ab dem 19. Juli 1937 als Kleinbahn-Aktien-Gesellschaft Gotendorf–Garzigar.

## Eingliederung in die Pommerschen Landesbahnen
Die Neuordnung der pommerschen Kleinbahngesellschaften erfasste auch die beiden Unternehmungen im Landkreis Lauenburg. Mit Wirkung vom 1. Januar 1940 wurden sie Teil der Pommerschen Landesbahnen. Der Landkreis war in Höhe von 83.000 Reichsmark (= 0,67 %) am Stammkapital der Körperschaft beteiligt.
Obwohl 1939 die bisherige Staatsgrenze aufgehoben war, welche die beiden Streckenabschnitte seit zwanzig Jahren getrennt hatte, blieb der Zugverkehr der „Lauenburger Bahnen“ auf die Strecke Rieben–Garzigar (51 km) beschränkt. Allerdings wurde einmal am Tage ein Zug oder Kurswagen von Rieben bis Lauenburg und zurück eingesetzt. Während 1939 und 1941 die Stationen nur zwei- bis dreimal an Werktagen und einmal an Sonntagen bedient wurden, wurde das Angebot zum Fahrplan vom 4. Juli 1944 auf täglich zwei Fahrten Rieben–Garzigar und zusätzlich werktags zwei Zugpaare Gotendorf–Garzigar (Kursbuch-Nr. 126z) verbessert.

## Verbleib in Polen
Auf der seit 1920 in Polen gelegene Strecke Neustadt–Ueberbrück wurde 1939 der Betrieb eingestellt; im Kursbuch von 1941 heißt es bei Nummer 131n: „Betrieb noch nicht eröffnet“. Dabei blieb es zunächst, weil eine gesprengte Brücke erst Ende 1944 instand gesetzt wurde. Es kam nur zu Dienstfahrten, bis am 10. März 1945 mit dem Einmarsch der Roten Armee der Betrieb eingestellt wurde.
1945/46 nahm die Polnische Staatsbahn (PKP) den Zugverkehr wieder von Wejherowo bis Garczegorze auf. Später, um 1975, baute sie eine Zweigstrecke zum Pumpspeicherkraftwerk Żarnowiec und zum Kernkraftwerk Żarnowiec und elektrifizierte sie und den Abschnitt Wejherowo–Abzweig der Stammstrecke. Der Verkehr auf beiden Strecken wurde 1992 eingestellt.
Der Güterverkehr nach Wejherowo Cementownia wurde bis 2004 durchgeführt.